# Mark Weil
Mark Weil (russisch Марк Яковлевич Вайль, Transliteration Mark Jakovlevič Vajl' , usbekisch Mark Vayl; * 25. Januar 1952 in Taschkent; † 7. September 2007 ebenda) war ein sowjetischer, später usbekischer Theaterregisseur und Theaterleiter. Er war der weltweit bekannteste Theatermacher Zentralasiens.

## Leben
Mark Weil wurde in der Familie eines Militärs geboren. Seine Mutter hatte die Theaterhochschule Kiew besucht. Er absolvierte die Regisseurabteilung der Theaterhochschule in Taschkent. Weil war ukrainisch-jüdischer Abstammung.
1972 bis 1975 arbeitete er unter den bekannten Regisseuren Georgi Towstonogow in Leningrad und Juri Ljubimow in Moskau. 1976 gründete er mit dem Ilchom-Theater in Taschkent das erste freie Theater in der Sowjetunion ohne staatliche Subventionen und Zensur. Anfangs ehrenamtlich betrieben, wurde das Ensemble schnell bekannt durch avantgardistische Inszenierungen von provokanten Stücken. Während das Theater in Taschkent relativ unbehelligt auch Regimekritisches auf die Bühne bringen konnte, führte ein Gastspiel in Moskau und Leningrad 1982 dazu, dass Empfehlungen des KGB das Theater in seiner Existenz bedrohten. Die aufkommende Perestroika verhinderte dann aber ein staatliches Verbot. Weils Produktionen waren multikulturell geprägt, verknüpften westliche Klassiker mit östlichen Motiven und verhandelten Themen wie Identität, Religion oder das Verhältnis der islamischen Welt zur Homosexualität, die in Usbekistan offiziell verboten ist.
Viele von Weils Produktionen wurden zu internationalen Festivals eingeladen, u. a. zu den Ruhrfestspielen Recklinghausen. Auch in Bulgarien, Dänemark, Frankreich, Großbritannien, Israel, Japan, Jugoslawien, Norwegen, Österreich, Russland, Tschechien und immer wieder in den USA waren Inszenierungen Weils und des Ilchom-Theaters zu sehen.
1995 eröffnete er eine Schauspielschule unter dem Dach des Ilchom-Theaters. Außerdem hielt er Seminare und Vorlesungen an mehreren Universitäten der USA.
In der Nacht zum 7. September 2007, kurz vor Mitternacht, wurde Mark Weil vor seiner Wohnung in Taschkent von zwei Männern niedergestochen. Er starb am Morgen des 7. September im Alter von 55 Jahren an den Folgen der Verletzungen in einem Krankenhaus. Die nach eigenen Angaben religiös motivierten Täter wurden 2010 zu Haftstrafen von 20 und 17 Jahren verurteilt.